# TV2 (węgierska stacja telewizyjna)
TV2 – prywatna telewizja na Węgrzech. Uruchomiona 4 października 1997 jako pierwsza komercyjna stacja w kraju nadająca drogą naziemną.
Niemiecka spółka ProSiebenSat.1 Media AG była właścicielem kanału do początku 2014 roku. Wtedy to TV2 została sprzedana dwóm węgierskim inwestorom. Jest to obok RTL Klub najchętniej oglądana stacja telewizyjna na Węgrzech.